# Rytijärvi och Rytilampi
Rytijärvi och Rytilampi är en sjö i Finland. Den ligger i kommunen Salla i landskapet Lappland, i den norra delen av landet, 700 km norr om huvudstaden Helsingfors. Rytijärvi och Rytilampi ligger 272 meter över havet. Arean är 28,5 hektar och strandlinjen är 2,43 kilometer lång. Sjön  ingår i Koundaälvens huvudavrinningsområde. 